# Bagnara di Romagna
Bagnara di Romagna – miejscowość i gmina we Włoszech, w regionie Emilia-Romania, w prowincji Rawenna.
Według danych na rok 2004 gminę zamieszkiwało 1760 osób, 176 os./km².